# Ana Wagener
Ana Álvarez Wagener (Las Palmas de Gran Canaria, 1962) é uma atriz espanhola. Em 2012, ganhou o Prêmio Goya de melhor atriz coadjuvante pelo seu papel no filme La voz dormida.

## Carreira
Formou-se na Escola Superior de Arte Dramática de Sevilha e, aos 18 anos, Alfonso Zurro a escolheu para uma figuração na ópera Carmen, inscrevendo-a também na companhia teatral La Jácara, em 1982.
Iniciando sua carreira como atriz no teatro, seu rosto logo ficou conhecido quando participou de produções televisivas, como Querido maestro, Compañeros, El comisario e La Señora .
Ela também trabalhou na dublagem desde a década de 1980, onde seu trabalho se destacou como diretora e como atriz, dublando regularmente a atriz Felicity Huffman.
A sétima arte chegou até ela em 2000 com El Bola, de Achero Mañas, e desde então sua carreira cinematográfica só cresceu. 7 virgens, AzulEscuroQuasePreto, Leve o céu, O pátio da minha prisão, Biutiful, A voz adormecida e O reino, e mais outros filmesque participou. E especificamente estes quatro últimos lhe deram indicações para os Prêmios Goya, sendo premiada em 2011 por La voz dormida.

## Filmografia

### Televisão
| Ano         | Título                              | Personagem                   | Notas                                   |
| ----------- | ----------------------------------- | ---------------------------- | --------------------------------------- |
| 1997        | Querido maestro                     | Cliente                      | 1 episódio                              |
| 1998        | Compañeros                          | Entrevistadora de trabalho   |                                         |
| 1998        | Hermanas                            | Extra                        |                                         |
| 1998        | Señor alcalde                       | Comissária                   |                                         |
| 1999        | El comisario                        | Vicenta                      |                                         |
| 2000        | Raquel busca su sitio               | Victoria                     | Elenco recorrente; 4 episódios          |
| 2000 - 2001 | El grupo                            | Mãe do Fidel                 | Elenco recorrente; 7 episódios          |
| 2000 - 2001 | Policías, en el corazón de la calle | Patricia                     | Elenco recorrente (T1-T4); 10 episódios |
| 2002        | Padre coraje                        | Amparo Garrido               | Miniserie; 3 episodios                  |
| 2003        | Javier ya no vive solo              | Jueza                        | Elenco recorrente (T2); 3 episódios     |
| 2003        | Hospital Central                    | Sandra                       |                                         |
| 2007        | Los hombres de Paco                 | Advogada                     |                                         |
| 2007        | Círculo rojo                        | Fiscal                       |                                         |
| 2007 - 2008 | Cuenta atrás                        | Carla Corso                  | Elenco recorrente; 3 episódios          |
| 2008 - 2010 | La Señora                           | Vicenta Ramírez              | Elenco principal; 39 episódios          |
| 2011        | 14 de abril. La República           | Vicenta Ramírez              | Elenco recorrente (T1); 5 episódios     |
| 2013        | Con el culo al aire                 | Rosario «Charo» Lazcano Mora | Elenco principal (T2); 13 episódios     |
| 2015        | La española inglesa                 | Camarera                     | Telefilme                               |
| 2016        | Nit i dia                           | Oiane                        |                                         |
| 2017        | La princesa Paca                    | Emilia Pardo Bazán           | Telefilme                               |
| 2018        | Félix                               | Daniela Cárdenas             | Elenco recorrente; 3 episódios          |
| 2018 - 2019 | La otra mirada                      | Luisa Fernández Mayoral      | Elenco principal; 21 episódios          |
| 2021        | O Inocente                          | Sonia Miralles               | Elenco secundário; 4 episódios          |
| 2021        | Alba                                | Marta Villar                 | Elenco secundário; 8 episódios          |
| 2022        | Bem-vindos ao Éden                  | Brisa                        | Elenco recorrente                       |
| 2022        | Intimidad                           |                              | Elenco principal                        |